# 尚德王
尚德（琉球語：〔〕／  ?；1430年—1469年）是琉球國第一尚氏王朝的第七代国王，1460年至1469年在位。他是第六代國王尚泰久王之子，神號世高按司添（琉球語：／ ），又稱世高王（琉球語：／ ）。此外根據琉球史料《中山世譜》的記載，尚德王還有一個叫八幡按司（琉球語：／ ）的神號。
尚德在他的任內，琉球國相继征服了奇界、马齿山（慶良間島）、古米（久米島）等岛的按司势力。尚德死后，世子尚中和王即位，但很快被第二尚氏王朝取代，第一尚氏王朝灭亡。

## 生平
《朝鲜王朝实录》记载，朝鲜人肖得诚等八人，在1462年漂流到琉球国，后来在四月船抵达冲绳本岛，得到尚德的召见。肖得诚描述尚德说：“國王年三十三歲。”得知尚德生於1430年。尚德是尚泰久王的第七王子，為尚泰久王的側室宮里阿護母志良禮所生。尚德還有兩個同父異母的哥哥，分別叫金橋王子（安次富金橋）和多武喜王子（美津波多武喜），這二人都是尚泰久王的王后毛氏（護佐丸的女兒）所生。尚德既非長子又非嫡子，本沒有繼承皇位的資格；但在1458年，二位王子由於護佐丸阿麻和利之亂的牽連，被迫退隱到了玉城間切。
尚泰久王逝世後，尚德透過向明朝發報父親離世的消息並且要求明室冊封自己為王。1463年，明朝派遣吏科給事中潘榮、行人司行人蔡哲為正副冊封使，冊封尚德為王。這樣一來二位王子便徹底斷絕了繼位之念，終老於隱居地。
尚德王向滿剌加派遣使者，開始了與滿剌加的貿易，擴大了琉球的市場。從北至日本和朝鮮，南至滿剌加和暹羅，琉球成為了與中國交易的中心點，開創了琉球的「大交易時代」。
尚德王於1466年向日本征夷大將軍足利義政遣送使節以通鄰邦之好，而根據學者與並岳生的說法，尚德王贈送給足利義政一個鐵炮，這可能是鐵炮第一次出現在日本。翌年，尚德向朝鮮贈送鸚鵡及孔雀，朝鮮世祖則回贈方冊藏經作為還禮，被尚德王當作了護國之寶供奉。尚德王非常崇尚佛教，在位期間修佛寺築巨鐘，天界寺的大寶殿和巨鐘、相國寺的巨鐘，都是在這段時間建的。
由於喜界島的酋長不服琉球王府統治，尚德王自從登位以來就不斷發兵攻打喜界島，但都未能征服。1466年，尚德王親自率兵2000人遠征喜界島，祈禱得到八幡大菩薩的護佑，最終以非常沉重地代價將喜界島征服。征服喜界島是自尚巴志王以來歷代琉球國王的願望，這擴張了琉球王國的領土，但連年的發兵征戰和大興土木卻使財政陷入困難之中，人們開始不滿其統治。擔任御物城御鎖側官（管理貿易的長官）一職的金丸（後來為尚圓王），則趁機分散財帛，收買人心，得到了百姓的擁護。
1469年（成化五年），尚德王突然死亡，年41歲。琉球史料中都沒有提到尚德王為何英年早逝，美國學者葛超智懷疑是被謀殺或者政變殺害的。學者與並岳生則認為，尚德王在前往久高島參拜的時候，群臣在首里城發動兵變，擁立御物城御鎖側官金丸（尚圓王）即位，建立第二尚氏王朝。而根據沖繩學學者伊波普猷的考證，久高島外間祝女家族中歷代流傳著一種說法，稱尚德王在久高島祭祀的時候邂逅十八歲的祝女クニチヤサ，兩人墜入愛河，尚德王在祭祀結束後遲遲不歸。與此期間，首里城發生了政變，第一尚氏王朝被推翻。尚德王在離開久高島的途中得知了政變之事，知大事已去，投海自盡。
尚德王死後，十六岁的世子尚中和继承王位，不久与十三岁的弟弟尚於思逃往真玉城避難，但被追兵發現並殺死，埋屍岩下。
今日那霸市的識名有尚德王御陵，相傳是尚德王的葬身之處。

## 評價
尚德王在歷史上的評價相差很遠：一方面，有人認為他平定了四周的按司，為國家的統治打好基礎；但另一方面，亦有人指他暴虐好戰，而且為了得到王位而不擇手段。

## 家族
- 父・尚泰久王
- 母・宮里阿護母志良礼
- 妃・具志川按司之女
- 側室・屋比久按司之女

### 子女
1462年曾被尚德王接见的朝鲜人肖得诚等人描述说：“國王有子四人，長子年十五許，餘皆幼。”成化七年（1471）十一月，琉球国王的使者、日本禅僧自端西堂持尚德王的书契抵达朝鲜，提到了尚德王剩下三个儿子的情况：“今王名中和，時未号，年十六歳，娶宗姓丹峯殿主女主。弟名於思，年十三歳；次弟名截渓，年十歳；国王所居地名中山，故称中山王。”
- - 長男・佐敷王子（1448年—？），死于尚德王之前。
  - 次男・尚中和王（1455年—1470年），第一尚氏王朝末代国王[13]，因为年少，暂且没有起汉名。被尚圆王所害。
  - 三男・尚於思（1458年—1470年）
  - 四男・尚截渓（1461年—1470年）

## 腳註
1. ↑  . 目からウロコの琉球・沖縄史.   [2020-07-06]. （原始内容存档于2020-05-19）.
2. ↑  . 朝鮮王朝實錄.   [2024-12-06]. （原始内容存档于2025-03-15）.
3. ↑  《中山世谱·正卷五·尚德王》：天順五年辛巳、尚徳世高王御即位。尚徳ハ尚泰久第七ノ王子也。
4. 1 2  与並岳生，《新琉球王統史4·尚德王》
5. ↑  也有葡萄牙人第一次將鐵炮帶到日本的說法，參見條目「火器傳入日本」。
6. 1 2 3  《中山世譜·正卷五·尚德王》
7. 1 2  Kerr, George. . Tuttle Publishing. 2000-10: 100–103  [2020-07-06]. ISBN 978-0-8048-2087-5. （原始内容存档于2020-08-02） （英语）.
8. ↑  尚德王死後，泊村住人毛興文（安里大親清信）在朝會中突然「被神附身」，並吟誦歌謠（虎之子為虎，暴君之子是暴君，給我財貨的人是我的主上，內間御鎖是我的主上），群臣一起說表示附和。這說明了金丸用分散財帛的方法收買了人心，同時也說明人們對尚德王統治的不滿。
9. ↑  伊波普猷《琉球古今記》，《伊波普猷全書》第7卷122頁
10. ↑  . www.kagemarukun.fromc.jp.   [2020-07-06]. （原始内容存档于2020-09-15）.
11. ↑  陳劻雅. .   [2008-07-31].
12. ↑  Smits, Gregory. . University of Hawaii Press. 1999: 60–61  [2020-07-06]. ISBN 978-0-8248-2037-4. （原始内容存档于2020-07-16） （英语）.
13. ↑  《海东诸国纪》：七年辛卯冬国王使自端西堂来朝，自端曰：“尚巴志以上所不知。尚姓，巴志号，名億載。尚金福見名金皇聖，尚泰久名真物，尚徳名大家，無兄弟。今王名中和，時未号，年十六歳，娶宗姓丹峯殿主女主。弟名於思，年十三歳；次弟名截渓，年十歳；国王所居地名中山，故称中山王”。